# コンコルド (時計)
コンコルド（Concord ）は1908年スイスのビエンヌに設立された時計メーカーとそのブランドである。
当初はアメリカ市場向けの時計造りに力を入れていた。それはコンコルドのつづりがフランス語の"Concorde"ではなく"Concord"を採用したことからも分かる。エレガントな時計はすぐに注目され、ティファニー、カルティエなど世界の名高い宝飾ブランドの時計をOEMで製作していた。
1979年には当時世界で一番薄いアナログ式クオーツ時計「デリリューム」を発表。翌年には自らが持つ記録を更新し、1mmの厚さの壁を破った。
その後もダイヤモンド、エメラルド、ルビーなどを据えた複雑機械式時計「サラトガ エクソール」やケースサイドで縦回転するトゥールビヨンを採用した「C1 トゥールビヨン グラヴィティ」、世界初の液体パワーリザーブ搭載の「C1 クァンタム グラヴィティ」などを発表している。

## 略歴
- 1908年 - ウオルター・ウグナン、シャルル・ボニーら5名により創業。
- 1909年 - 米国ニューヨークに子会社を設立。
- 1915年 - 相手先ブランドの宝飾時計の製造を開始。
- 1945年 - ポツダム会談でトルーマン大統領から各国首脳への贈り物に使われた。
- 1968年 - 「ニューヨーカーマガジン」の依頼を受けて第三者機関が高級時計ブランドに対する消費者の認知度調査を実施し、コンコルドは6位にランクインした。
- 1979年 - 史上最薄1.98mmのアナログ式時計であり、世界初の総厚2mm以下の時計「デリリューム」を発表。
- 1980年 - 	1.5mm未満と世界最薄のスケルトンウォッチ「デリリュームII」を発表。極薄型レディースウォッチ「デリリュームIII」を発表。厚さ0.98mmの「デリリュームIV」を発表。
- 1986年 - 「サラトガ」コレクションの誕生。
- 2008年 - ブランド生誕100周年を記念して造られた「C1 トゥールビヨン グラヴィティ」がジュネーブ ウォッチ グランプリのベストデザイン賞を受賞。
- 2009年 - 世界初、液体パワーリザーブ表示を採用した時計、「C1 クァンタム グラヴィティ」を発表。